# Aerodramus unicolor
La salangana malabar, salangana de Malabar o rabitojo hindú de nido comestible (Aerodramus unicolor, anteriormente Collocalia unicolor) es una especie de ave apodiforme de la familia Apodidae que vive en los montes de Sri Lanka y el suroeste de la India.

## Descripción
Esta especie mide alrededor de 12 cm de largo. Su plumaje es pardo oscuro en las partes superiores y marrón claro en las inferiores. Sus alas están curvadas ligeramente hacia atrás dando al ave en vuelo cierta forma de búmeran. Su cuerpo es esbelto y su cola corta y ligeramente ahorquillada. Sus patas son muy cortas y las usa solopara trepar por los riscos donde coloca su nido, ya que pasa la mayor parte del tiempo en vuelo y nunca se posa en el suelo.

## Comportamiento
Las salanganas malabares se alimentan atrapando insectos al vuelo.
Cría en colonias generalmente en el interior de las cuevas. Los machos hacen su nido blanquecino, que tiene forma de medio cuenco, usando su viscosa saliva como principal material de construcción. Las hembras suelen poner dos huevos. Como los nidos de otras especies de salanganas suelen recolectarse para elaborar la sopa de nido de ave.